# Sümeg
Sümeg är en mindre stad i provinsen Veszprém i Ungern. Sümeg hade år 2020 totalt  6 004 invånare. Staden ligger i distriktet med samma namn.